# 페타소스

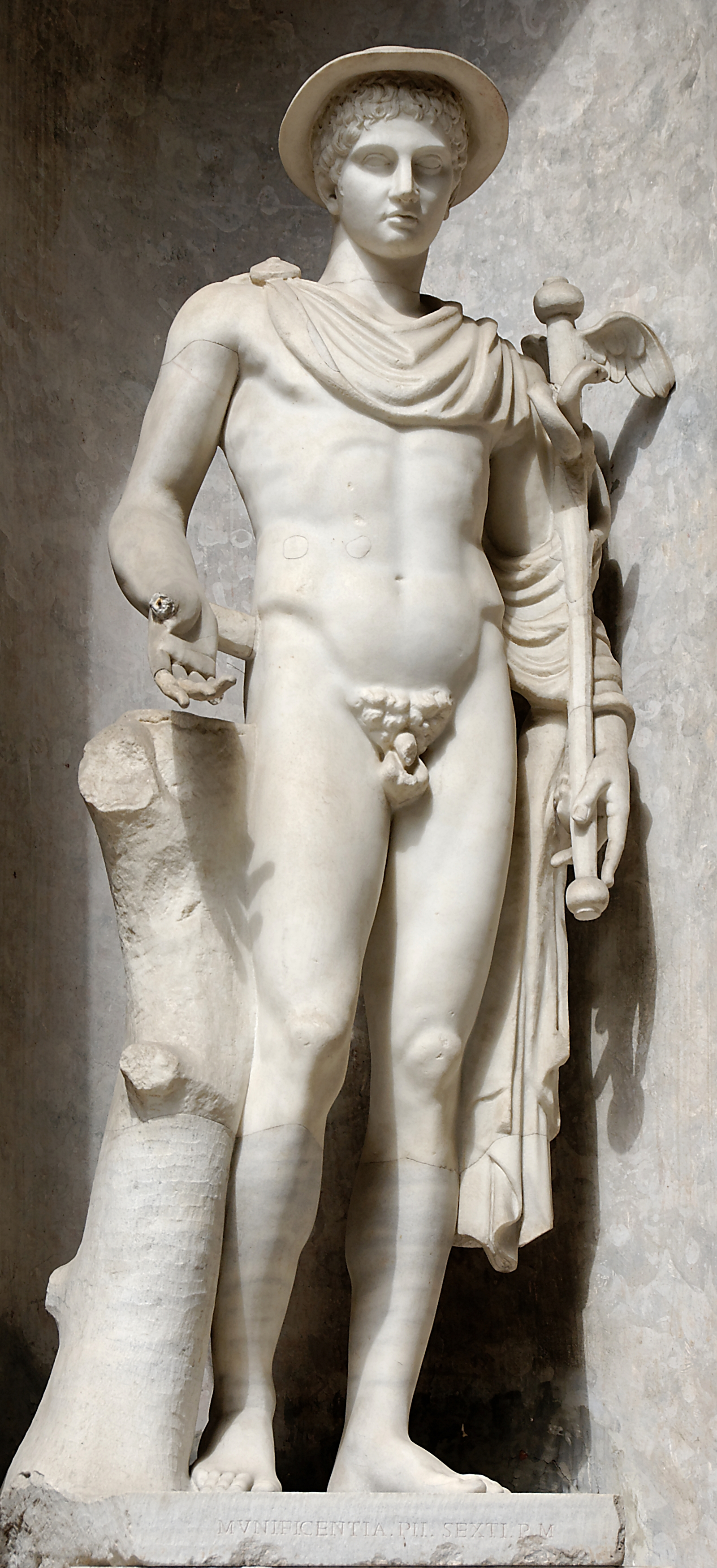
페타소스를 쓴 헤르메스

페타소스(Petasos)는 고대 그리스의 여행자, 사냥꾼들이 쓴 챙이 넓은 모자이다. 헤르메스나 메르쿠리우스가 쓰는 깃털이 달린 모자로, 종종 그림으로 묘사된다.

## 같이 보기
- 고대 그리스의 의상